# Башкирская опера
Башкирская опера — вид башкирского музыкально-театрального искусства.

## История
Становление башкирской оперы происходило под влиянием башкирской народной музыки, русского классического искусства и мировых оперных традиций. В конце XIX века в Уфе были построены здания театров, позволявшие ставить спектакли, включая оперные. В 1890—1891 годах в Уфе давала спектакли оперная труппа антрепренёра Семенова-Самарского, в составе которой работал Ф. И. Шаляпин. Здесь он впервые вышел на сцену как солист. Давала спектакли в Уфе и оперная труппа Н. Н. Алмазова.
Прообразами первых башкирских опер были музыкальные спектакли, включавшие в себя башкирские обряды, легенды поэтическую основу народных песен. Башкирская драматургия также способствовала формированию башкирского оперного репертуара. Часть оперных произведений, поставленных на сцене Башкирского театра оперы и балета, была создана на основе драматических спектаклей.
Предпосылками для создания башкирской оперы была и башкирская профессиональная музыка, создававшаяся для спектаклей башкирского драматического театра: «Галиябану» М. Файзи, «Башмачки» Х. Ибрагимова, «Башкирская свадьба» М. Бурангулова.
В 1930 году в Казани и Уфе состоялась премьера оперы Г. С. Альмухаметова, В. И. Виноградова и С. Х. Габяша «Эшсе» («Рабочий») по одноименной поэме М. Гафури. В 1932 году по инициативе Г. Альмухаметова в целях подготовки национальных артистических и композиторских кадров республики была создана Башкирская оперная студия. В 1940 году на сцене Аксаковского народного дома в Уфе была поставлена первая башкирская опера «Хакмар» М. Валеева по драме С. Мифтахова, а через несколько месяцев, в декабре, была поставлена опера «Мергэн» А. Эйхенвальда.
Как самостоятельный жанр башкирская опера формировалась в Башкирской АССР в 40-е годы XX века.
Первыми исполнителями оперных спектаклей были Г. С. Хабибуллин, Х. Л. Галимов, Б. Н. Валеева, З. И. Ильбаева, М. Г. Салигаскарова, М. Х. Хисматуллин и др. В музыке широко использовались интонации башкирских народных песен и танцев.
По мотивам народных легенд с использованием башкирской народной музыки были в 1940—1944 годах году созданы и поставлены оперы композитора А. А. Эйхенвальда «Мэргэн» и «Ашкадар» (либретто М. Бурангулова).
В годы Великой Отечественной войны в создании башкирской оперы участвовали эвакуированные в Уфу музыканты и композиторы Москвы, Ленинграда, Киева. В годы войны о мотивам башкирского эпоса была создана опера «Акбузат» Х. Ш. Заимова и А. Э. Спадавеккиа. Героическая линия о гражданской войне в Башкирии продолжена в опере «Азат» Р. А. Муртазина (либретто Бикбая, 1949). Становлению колхозного строя в Башкирии посвящена опера «Айхылу» Н. И. Пейко (либретто Г. Амири, 1949).
В 50-х годах создана опера «Салават Юлаев» З. Г. Исмагилова, связанная с образом Салавата Юлаева, 60-х — опера опера «Шаура» Исмагилова (либретто Б.Бикбая) по мотивам башкирской народной песни и легенды (дирижер И. М. Альтерман, реж. Хисматуллин, 1963).
В 60-х — 70-х годах на тему революции и гражданской войны создана опера Муртазина «Дауыл» («Буря», либретто Р. С. Янбулатовой по роману Х. Давлетшиной «Иргиз», 1969), о первооткрывателях башкирской нефти — опера «Современники» Х. Ф. Ахметова (либретто Бикбая, 1970), о молодежи — опера «Волны Агидели» Исмагилова (либретто М. Карима, 1972) .
В 80 — 90 годах созданы оперы «Послы Урала» З. Исмагилова (либр. И. Дильмухаметова, 1982 г. о присоединению Башкирии к Русскому государству), «Нэркэс» Ахметова (по трагедии И. Х. Юмагулова, 1994), «Черные воды» С. А. Низамутдинова (по поэме Карима, 1989), «Акмулла» Исмагилова, «Великий рядовой» («Александр Матросов») Д. Д. Хасаншина, «Гульямал» Н. А. Даутова, «Шонкар» А. М. Кубагушева; для детей — «Полет на Марс» Р. Х. Газизова, «Серая шейка» А. Х. Габдрахманова, «Тараканище» Даутова, «В ночь лунного затмения» Низамутдинова.
В настоящее время в репертуаре Башкирского театра оперы и балета башкирские оперы «Акмулла», «Кахым-Туря», «Послы Урала», «Салават Юлаев» З. Исмагилова, «В ночь лунного затмения», «Как я люблю тебя!?», «Mементо» С. Низаметдинова.